# Bonaire League 2001/02
De Bonaire League is de hoogste voetbalcompetitie op Bonaire.
Dit seizoen van de FFB eindigde in mineur wegens ongeregeldheden tijdens de wedstrijd SV Real Rincon en SV Uruguay. Na een afgekeurde doelpunt vielen de spelers en toeschouwers van Uruguay het arbiterstrio aan. Er moest politie aan te pas komen om de grensrechter te ontzetten. Een andere scheidsrechter werd met de dood bedreigd. Na een lang debatteren werd besloten om Uruguay uit de play offs te gooien, waardoor diens resultaten kwamen te vervallen. ATC was het niet eens met deze beslissing. Zij moesten daardoor met 3 doelpunten verschil winnen in de laatste wedstrijd, wat een onmogelijke opgave leek. Ze tekende protest aan en kwamen niet opdagen voor de wedstrijd. SV Real Rincon kreeg een reglementaire 3-0-overwinning toegewezen en kwalificeerde zich voor de finale. In de finale wist SV Estrellas zijn titel te prolongeren door met 1-0 te winnen.

## Eindstand reguliere seizoen
| pos | Team        | GP | W | D | L | PNT | GF | GA | GD  |
| --- | ----------- | -- | - | - | - | --- | -- | -- | --- |
| 1   | Estrellas   | 11 | 7 | 3 | 1 | 24  | 29 | 12 | 17  |
| 2   | ATC         | 12 | 6 | 2 | 4 | 20  | 22 | 14 | 8   |
| 3   | Real Rincon | 12 | 5 | 4 | 3 | 19  | 30 | 17 | 13  |
| 4   | Uruguay     | 11 | 4 | 4 | 3 | 16  | 15 | 15 | 0   |
| 5   | Juventus    | 11 | 3 | 3 | 5 | 12  | 16 | 24 | -8  |
| 6   | Vespo       | 12 | 3 | 1 | 8 | 10  | 13 | 23 | -10 |
| 7   | Vitesse     | 11 | 3 | 1 | 7 | 1   | 12 | 32 | -20 |

## Play Offs
ATC             3-2     Uruguay
Estrellas       0-1     Real Rincon
ATC             0-5     Estrellas
Real Rincon     0-0     Uruguay
Gestaakt wegens ongeregeldheden na het afkeuren van een doelpunt van Uruguay.
Uruguay werd geschorst voor de rest van de competitie, waardoor al hun resultaten in de Play Offs kwamen te vervallen. ATC, die hierdoor nagenoeg kansloos was voor de finale, was het niet eens met die beslissing en kwam niet meer opdagen voor de wedstrijd met Real Rincon, waardoor ze reglementair met 0-3 verloren en zichzelf uitschakelden.

## Eindstand play offs
| pos | Team        | GP | W | D | L | PNT | GF | GA | GD |
| --- | ----------- | -- | - | - | - | --- | -- | -- | -- |
| 1   | Real Rincon | 2  | 2 | 0 | 0 | 6   | 4  | 0  | 4  |
| 2   | Estrellas   | 2  | 1 | 0 | 1 | 3   | 5  | 1  | 4  |
| 3   | ATC         | 2  | 0 | 0 | 2 | 0   | 0  | 8  | -8 |

## Finale
15 september 2002
Estrellas               1-0 Real Rincon
5. Cliff Alberto 1-0

## Legenda
| gp  | gespeelde wedstrijden |
| w   | gewonnen wedstrijden  |
| l   | wedstrijden gelijk    |
| d   | wedstrijden verloren  |
| pnt | behaalde punten       |
| gf  | doelpunten voor       |
| ga  | doelpunten tegen      |
| ds  | doelsaldo             |